# Parmoptila rubrifrons
El estrilda piquifina frentirroja (Parmoptila rubrifrons) es una especie de ave paseriforme de la familia Estrildidae propia de África Occidental. Se ha estimado que su hábitat alcanza los 32.000 km² de extensión. 
La estrilda piquifina frentirroja habita el bosque húmedo de las tierras bajas tropicales y subtropicales de Sierra Leona, Malí, Liberia, Guinea, Ghana, Costa de Marfil y República Democrática del Congo. Su estado de conservación según la Lista Roja es de especie bajo preocupación menor (LC).